# 檸檬酸
柠檬酸（英語：Citric Acid，化學式為C6H8O7）是一种包括3個羧基（R-COOH）基團的無色弱有機酸。柠檬酸是自然在柑橘類水果中產生的一種天然防腐劑，也是食物和饮料中的酸味添加劑。在生物化学中，它是檸檬酸循環的重要中间产物，因此在几乎所有生物的代谢中起到重要作用。此外，它也是一种对环境无害的清洁剂。
許多蔬果都含有檸檬酸，尤其柑橘屬水果通常含有大量檸檬酸，例如柠檬和青柠，其干燥後檸檬酸含量可达8%（在果汁中的含量大约为47g/L）。在柑橘属水果中，柠檬酸的含量介于橙和葡萄柚的0.005 mol/L和柠檬、萊姆的0.30 mol/L之间。这个含量随着不同的栽培品種和植物的生长情况而有所变化。

## 性质

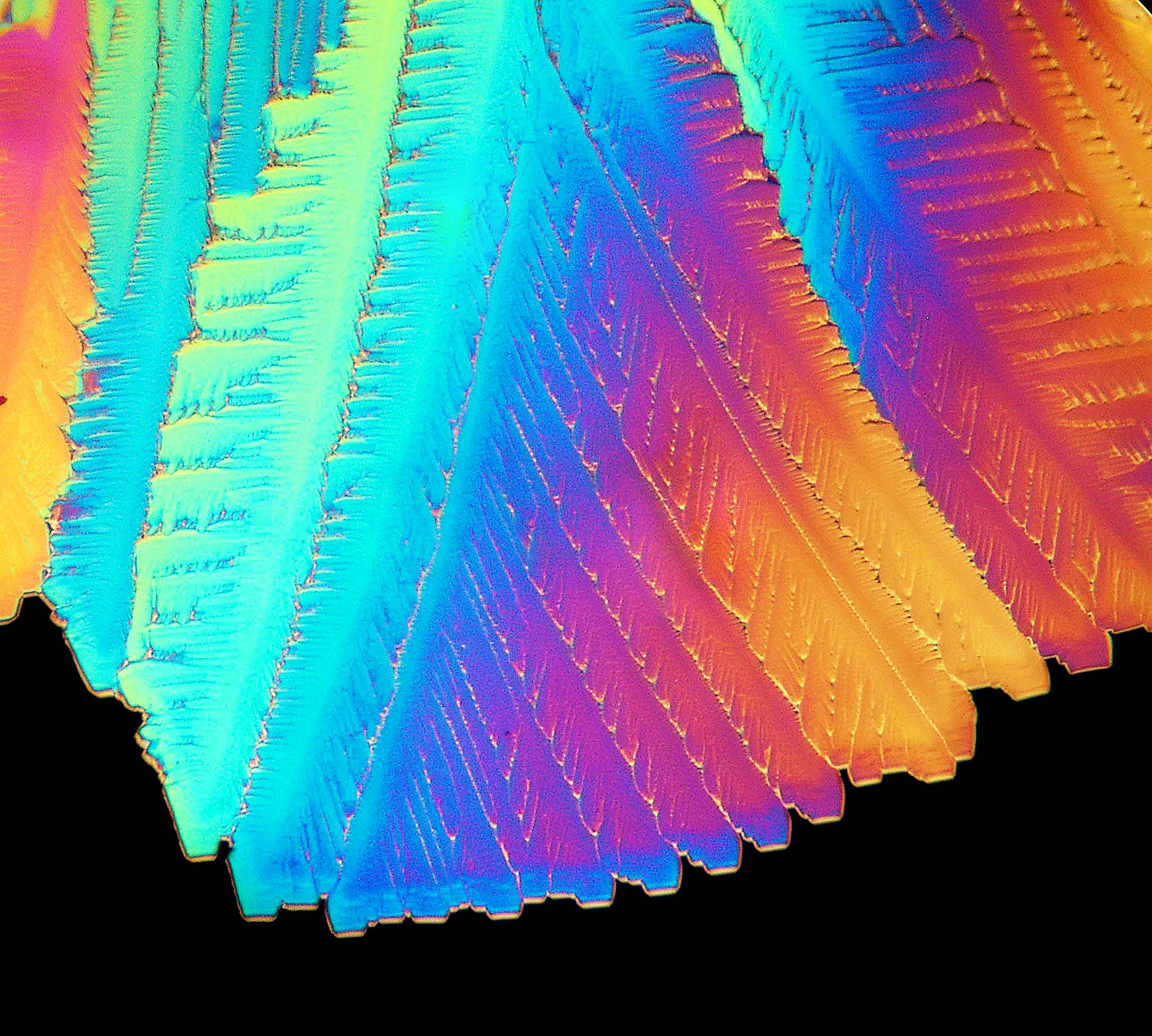
在偏振光线下的柠檬酸晶体，放大200倍。

在室温下，柠檬酸是一种白色晶体粉末。它可以以无水合物或者一水合物的形式存在。柠檬酸从热水中结晶时，生成无水合物；在冷水中结晶则生成一水合物。加热到78 °C时一水合物会分解得到无水合物。在15摄氏度时，柠檬酸也可在无水乙醇中溶解。
从结构上讲柠檬酸是一种三羧酸类化合物，并因此而与其他羧酸有相似的物理和化学性质。加热至175 °C时它会分解产生二氧化碳和水，剩余一些白色晶体。

## 度量
柠檬酸自然存在于一些水果中，可被用作软饮料、啤酒、苏打水的添加剂。这导致了甜度测量上的混淆，因为测量糖类的标准是溶液的折射率，而糖类溶液的折射率和柠檬酸溶液的折射率基本相同。但这一问题在采用红外線探测器用来测量糖度和酸度后得以解决，因为它的原理是测量糖类和柠檬酸在分子共振上的差异，可以避免柠檬酸干扰来准确测量甜度。

## 历史

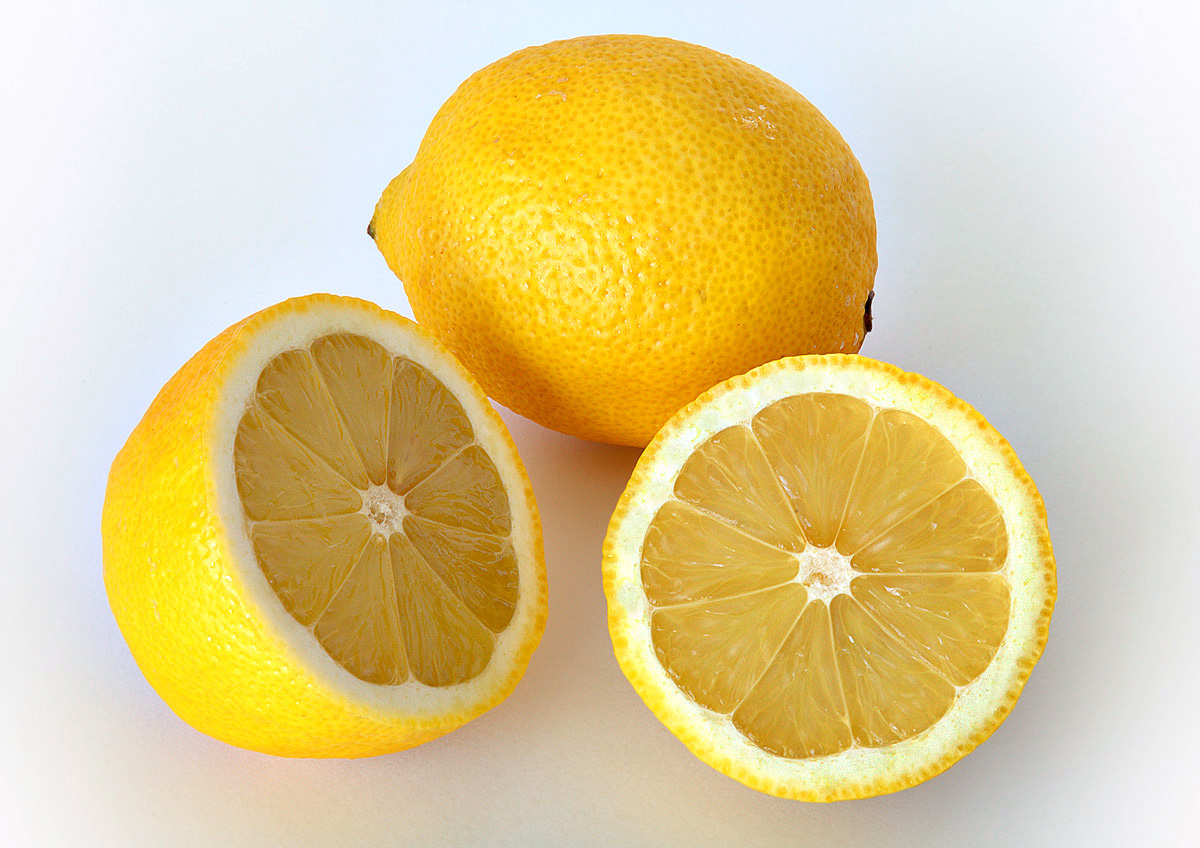
柠檬、橙子，以及其他柑橘属的水果中含有大量的柠檬酸。

柠檬酸的发现始于8世纪波斯炼金术士贾比尔。到了1784年，柠檬酸被舍勒首次从柠檬汁中结晶分离出来。柠檬酸的工业化生产则开始于1890年的意大利柠檬汁工厂。
1893年，韦默尔发现青黴菌可以以糖类为原料制造柠檬酸。然而，直到第一次世界大战期间意大利的柠檬出口受阻之后，在工业上利用微生物制造柠檬酸才被重视起来。1917年，美國食品化学家詹姆斯·柯里发现某种黑曲霉可以高效地产生柠檬酸。两年后，輝瑞利用这一技术开始进行柠檬酸的生产。
这一工艺仍是目前最主要的生产方法。方法是放黑曲霉到含有蔗糖或葡萄糖的培养基中进行培养，以生产柠檬酸。糖类的来源包括玉米浆、糖蜜发酵液、玉米粉的水解产物或其他廉价的糖类溶液。在去除霉菌之后，向剩余的溶液中加入氢氧化钙，使柠檬酸反应生成柠檬酸钙沉淀，分离出沉淀之后再加入硫酸就可以得到柠檬酸。

## 柠檬酸循环
柠檬酸是生理学中将脂肪、蛋白质和糖转化为二氧化碳的过程中的重要化合物。
这些化学反应是几乎所有代谢的核心反应，并且为高等生物提供能量。汉斯·阿道夫·克雷布斯因为发现这一系列反应获得了1953年诺贝尔生理学或医学奖。这一系列反应称作“柠檬酸循环”、“三羧酸循环”或“克氏循环”。

## 外部連結
- Citric Acid MSDS Sheet